# Šumiac
Šumiac je obec na Slovensku, v okrese Brezno v Banskobystrickém kraji.
V roce 2013 zde žilo 1 310 obyvatel.

## Historie
Vznik obce se datuje do 15. století, původní obyvatelstvo bylo rusínského původu.
V roce 1548 byla obec vypálena Turky, roku 1898 lehla popelem podruhé. Zajímavostí je, že Šumiac je nejzápadnější obcí na Slovensku s řeckokatolickým vyznání.